# Kadapa
Kadapa (äldre namn Cuddapah) är en stad i den indiska delstaten Andhra Pradesh och är centralort för distriktet Y.S.R.. Folkmängden uppgick till cirka 420 000 invånare 2018.
Staden har en flygplats, Kadapa Airport. 